# Omar Bertazzo
Omar Bertazzo (Este, 7 de enero de 1989) es un ciclista profesional italiano que actualmente corre para el equipo profesional continental el Androni Giocattoli-Venezuela. Su hermano Liam también es ciclista profesional.

## Palmarés
2013
- 1 etapa de la Vuelta a Austria

## Equipos
- Androni Giocattoli-Venezuela (2011-2014)
  - Androni Giocattoli (2011)
  - Androni Giocattoli-C.I.P.I. (2011)
  - Androni Giocattoli-Venezuela (2012-2014)